# Dicranoptycha geniculata
Dicranoptycha geniculata är en tvåvingeart som beskrevs av Alexander 1928. Dicranoptycha geniculata ingår i släktet Dicranoptycha och familjen småharkrankar.
Artens utbredningsområde är Taiwan. Inga underarter finns listade i Catalogue of Life.